# Luftsäule
Als Luftsäule wird die in einem vertikalen, meist röhrenförmigen Kolben oder sonstigem Gefäß enthaltene Luftmenge bezeichnet.
In der Erdatmosphäre ist die Luftsäule auch die Luftmenge, die sich von einem beliebigen Punkt der Erdoberfläche aus vertikal in Richtung des Weltraums erstreckt. Sie übt einen hydrostatischen Druck, den Luftdruck, auf alle in ihr befindlichen Objekte (auch „Störungen“ genannt) bzw. auf den Erdboden aus. Die Veränderung des Drucks mit der Höhe über dem Erdboden wird näherungsweise durch die barometrische Höhenformel beschrieben; der atmosphärische Temperaturgradient, d. h. die Veränderung der Temperatur mit der Höhe über dem Erdboden, wird durch den trockenadiabatischen bzw. feuchtadiabatischen Temperaturgradienten beschrieben.
Bei Blasinstrumenten ist die Luftsäule im Inneren des Korpus der eigentliche Klangerzeuger. Sie wird durch das Instrumentenmundstück zum Schwingen gebracht, und von ihrer Länge, Dicke und dem Luftdruck hängt die erzeugte Tonhöhe ab.